# Judson B. Coit Observatory
Judson B. Coit Observatory är ett observatorium som ägs och drivs av Boston University. Det är beläget på taket vid College of Arts & Sciences vid 725 Commonwealth Avenue i Boston i Massachusetts i USA, dit det flyttades under sent 1940-tal. Observatoriet är namngivet efter Judson B. Coit, universitetets första professor i astronomi. Observatoriet är vanligtvis öppet för allmänheten under onsdagskvällarna.

### Fotnoter
1. ↑  Ally Rennell. ”Coit Observatory at Boston University” (på engelska). D Guides. http://dguides.com/boston/attractions/cultural/coit-observatory-at-boston-university/. Läst 7 november 2015.